# Лисичанський провулок (Київ)
Лисича́нський прову́лок — провулок у Солом'янському районі міста Києва, місцевість Монтажник. Пролягає від Лисичанської вулиці до Травневого провулку.

## Історія
Провулок виник у середині XX століття (не раніше 1949 року). Сучасна назва — з 1950-х років, від Лисичанської вулиці, що пролягає поруч.